# Hypsilophodon
Hypsilophodon (do latim "dente pontudo") foi um dinossauro herbívoro e bípede que viveu durante o fim do período Jurássico até o início do Cretáceo. Media em torno de 2 metros de comprimento e pesava em torno de 50 quilogramas.
O Hypsilophodon era pequeno e ágil, suas pernas eram longas, a cauda era comprida e fixa, os braços eram curtos e as mãos tinham cinco dedos habilidosos.
Os Hypsilophodon se alimentavam de plantas rasteiras, já que não alcançavam as folhas de plantas mais altas ou árvores. Seu tamanho reduzido forçava-o a andar em bandos e a ser rápido para escapar dos predadores.
Desde 1849 os restos de aproximadamente 24 Hypsilophodon foram encontrados na Ilha de Wight, na Inglaterra. Alguns estavam juntos, indicando que um bando inteiro teria morrido ali. Esse fato surpreendente chama atenção dos paleontólogos até hoje, e acredita-se que esse bando tenha ficado preso em areia movediça ou que algum fenômeno natural os tenha matado.
Este pequeno herbívoro não tinha armadura óssea, cornos ou espinhos, mas tinha uma extrema agilidade, conseguindo escapar aos seus predadores. O seu esguio e leve corpo possuía fortes pernas e uma cauda enrijecida por tendões ósseos. Era portanto, não apenas rápido como também bastante ágil. Possuía ainda bochechas como as dos mamíferos, ajudando a manter a comida na boca enquanto mastigava.  